# Pazo do Espiño
El pazo do Espiño es una edificación localizada en Santiago de Compostela de arquitectura modernista erigida entre 1910 y 1915 por Jesús López de Rego, bajo encargo de Ramón Gutiérrez de la Peña Quiroga.

## Características

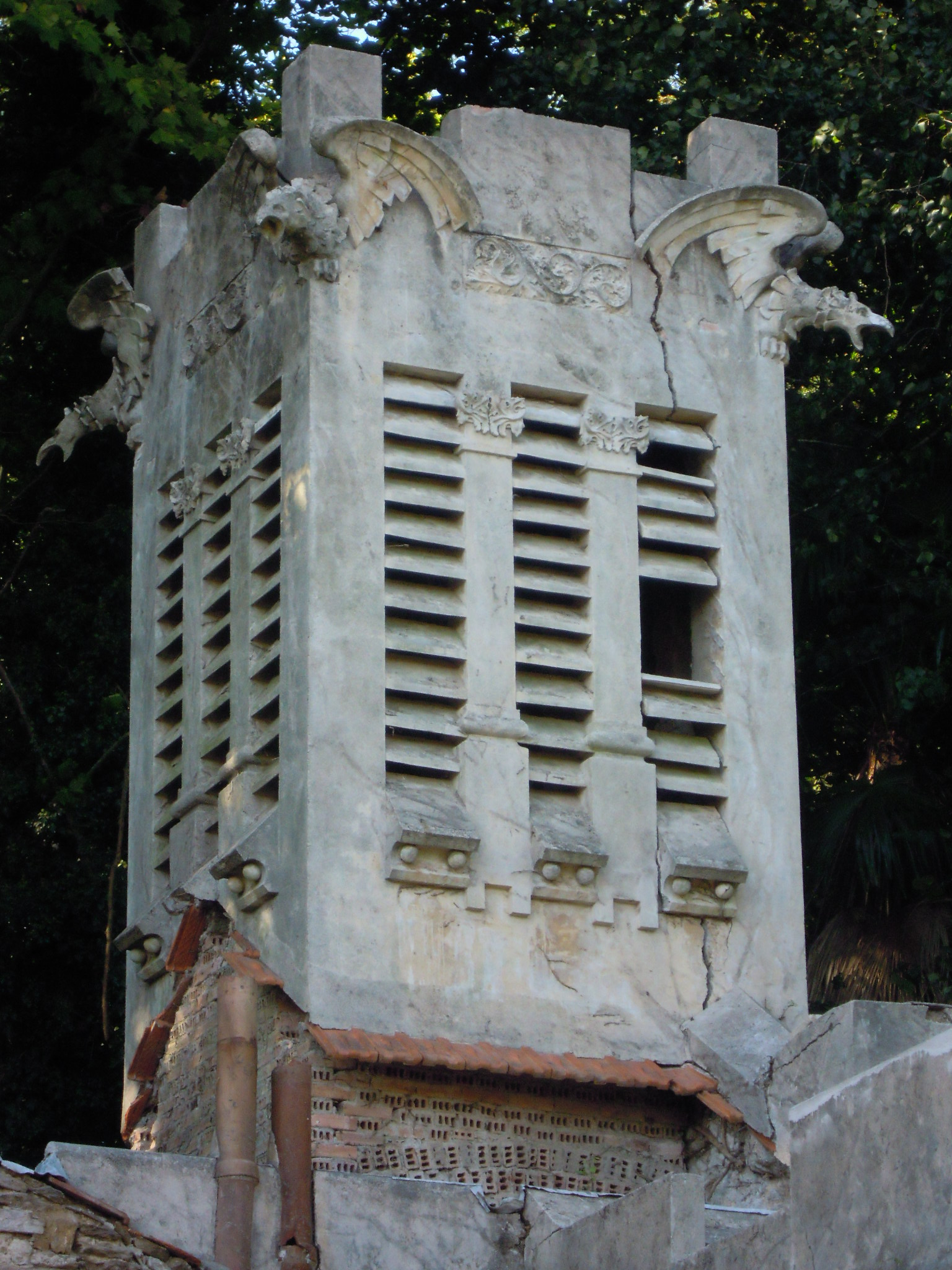
Detalle del campanario de la capilla.

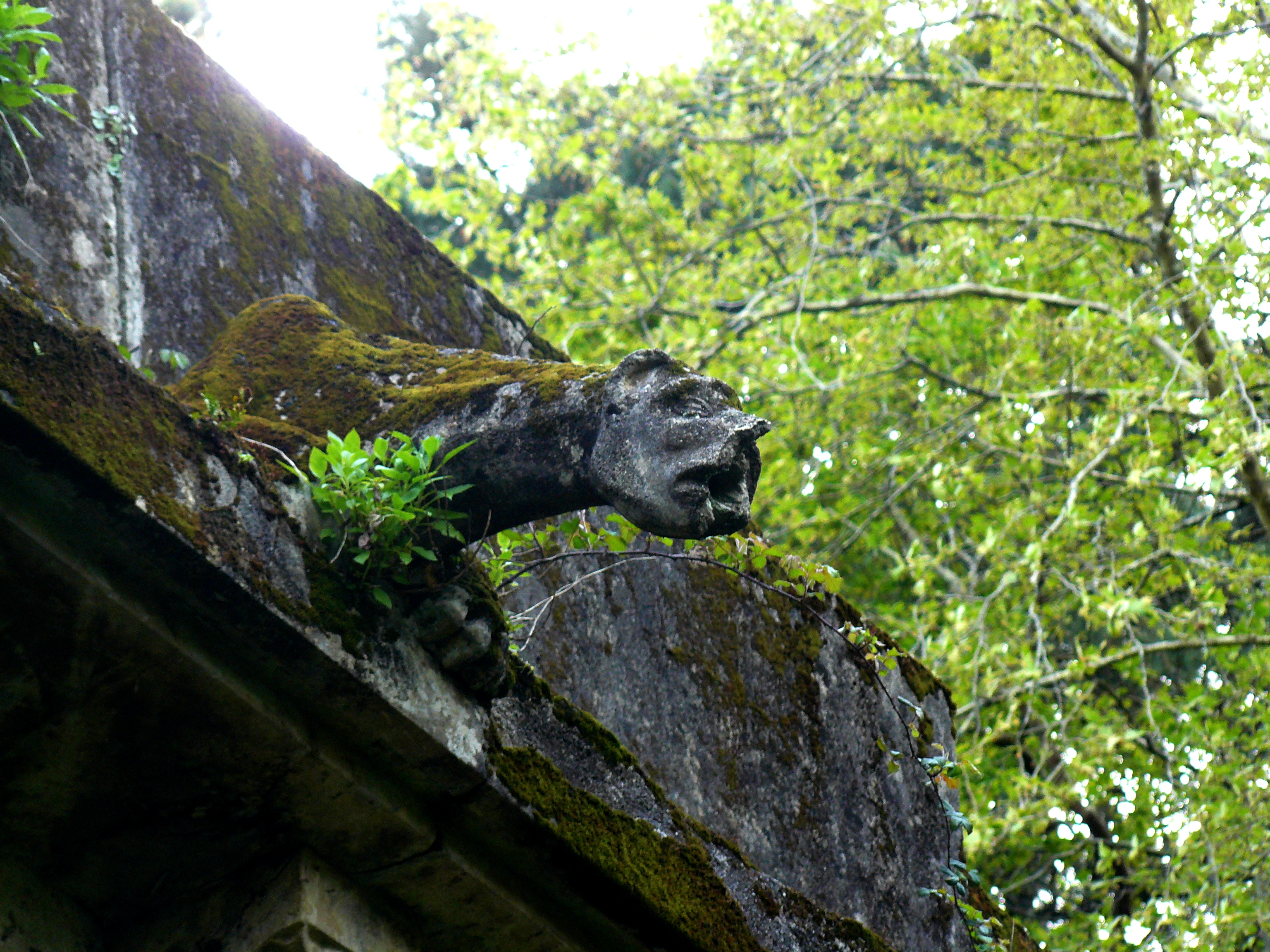
Detalle de una gárgola.

Consta de dos alas y una capilla anexa en la parte posterior. Se trata de un pazo residencial, y destacan sus almenas en la línea de cornisa, así como también por el tratamiento de imitación de una piedra dado a sus muros de hormigón, y por los detalles vegetales y figurativos (gárgolas) de su decoración exterior, moldeados en cemento de la época.
Está rodeado por abundante vegetación, entre la que sobresale una carballeira que limita con el pazo presidencial de Monte Pío, y a un kilómetro escaso de la plaza del Obradoiro.
En 2011 se encontraba en estado ruinoso, a pesar de que se inició un proceso de restauración. Tuvo que ser apuntalado antes de su apertura al público.

### Polémica
Ya en el siglo XX se presentó un proyecto para rehabilitar el espacio como parque público y para la construcción de una residencia de la tercera edad. Durante el mandato de Conde Roa se liberó el suelo con la intención de edificar 120 viviendas de lujo. Su sucesor en la alcaldía Ángel Currás, señaló, por el contrario, que su prioridad era el acondicionamiento del espacio público: parque y rehabilitación del palacete modernista. No obstante, colectivos de activistas denunciaron en 2012 la política de liberalización del suelo del PP, como una "privatización de los espacios y derechos públicos". Finalmente fue expropiada la parte correspondiente el parque y el pazo que fue habilitada y abierta al público en agosto de 2014. Existe un proyecto de rehabilitación integral para su conversión en un centro cultural.